# سماش
سماش هي سلسلة كتيبات مصورة للمؤلف المصري خالد الصفتي من إنتاج المؤسسة العربية الحديثة.